# Association sportive municipale belfortaine
Pour les articles homonymes, voir ASMB.
L'Association sportive municipale belfortaine (ASMB ou ASM Belfort) est un club omnisports basé à Belfort.

## Sections de haut-niveau
- Association Sportive Municipale Belfortaine FC en football.
- ASM Belfort Hockey appelé aussi Lions de Belfort.
- Association sportive municipale belfortaine en handball jusqu'en 1989.

## Sectionescrime
La section escrime a vu le jour en 1923 grâce à André Philippe (vice-président de la FFE). Le club a favorisé l'éclosion de véritables talents, comme Philippe Schraag, vice-champion du monde et champion de France dans les années 1960 et Claude Bourquard, médaillé aux J.O. et aux championnats du monde à la même période. Daniel Levavasseur a été entraîneur de l'équipe de France en épée pendant 8 ans et est actuellement entraîneur de Laura Flessel.